# Antonio Bogoni
Antonio Bogoni (Monteforte d'Alpone, 10 gennaio 1957) è un ex calciatore italiano, di ruolo stopper.

## Caratteristiche tecniche
Era uno stopper di grande prestanza fisica, avvezzo a spingersi in attacco.

## Carriera
Esordisce in Serie B con la Sambenedettese nel 1976, all'età di 19 anni, dove rimane per sei stagioni consecutive diventando lo stopper inamovibile dei rossoblù. Nel campionato di Serie C1 1980-1981 ottiene con i marchigiani la promozione in Serie B, con alla guida tecnica Nedo Sonetti.
Dopo cinque stagioni disputate nei cadetti, nell'estate 1982 passa al Cagliari in Serie A, categoria in cui esordisce il successivo 12 settembre contro la Roma. Dopo un anno in Sardegna, seguono due stagioni all'Ascoli, sempre nella massima serie; qui nel 1983, nel corso della sfida interna contro la Lazio, in uno scontro di gioco causa suo malgrado un grave infortunio al biancoceleste Bruno Giordano, provocandogli la frattura di tibia e perone. Conclude la carriera al Cesena, in Serie B, nel 1987.
Nel 1986 fu coinvolto nello scandalo calcioscommesse rimediando una squalifica di 4 mesi.
Nelle stagioni dal 1987 al 1991 gioca nella squadra del Tregnago (Vr).
Successivamente inizia l'attività di allenatore prima a Monteforte d'Alpone (2 stagioni), poi Tregnago, Belfiorese, Sambonifacese, Bovolone, Soave e poi vice allenatore al Mantova in C2.
Nel 2005-2006 è il direttore sportivo della Sambonifacese.
Conta 74 partite in Serie A.

## Palmarès

### Club

#### Competizioni nazionali
- Campionato italiano Serie C1: 1

Sambenedettese: 1980-1981 (girone B)